# Kanton Laignes
Kanton Laignes (francouzsky Canton de Laignes) je francouzský kanton v departementu Côte-d'Or v regionu Burgundsko. Tvoří ho 21 obcí.

## Obce kantonu
- Balot
- Bissey-la-Pierre
- Bouix
- Cérilly
- Channay
- Étais
- Fontaines-les-Sèches
- Griselles
- Laignes
- Larrey
- Marcenay
- Molesme
- Nesle-et-Massoult
- Nicey
- Planay
- Poinçon-lès-Larrey
- Puits
- Savoisy
- Verdonnet
- Vertault
- Villedieu